# Родезийский полк
Родезийский полк (англ. Rhodesia Regiment (RR)) — один из старейших и крупнейших полков в Родезийской армии. Он служил на стороне Соединённого Королевства во второй англо-бурской войне, а также в Первой и Второй мировых войнах и служил республике Родезия во время войны в родезийском буше.
Во время Первой мировой войны была сформирована связь между Его Величества королевским стрелковым корпусом (King’s Royal Rifle Corps (KRRC)) и Родезийским полком, взвод родезийцев служил во 2-м батальоне KRRC. В дополнение к похожему значку на фуражке с красной подкладкой, принадлежность к KRRC привела к большому сходству в униформе стрелкового полка с рядовыми, носящими звание «стрелок» (Rifleman).
В 1947 году, в результате службы во Второй мировой войне, король Георг VI присвоил полку звание Королевского родезийского полка (Royal Rhodesia Regiment), который стал первым почётным командиром полка. Когда Родезия стала республикой в 1970 году, название полка вернулось к Родезийскому полку, а королева Елизавета II сложила с себя полномочия почётного командира.

## Колониальная история
Родезийский полк был создан в 1899 году в основном из новобранцев из Матабелеленда как конно-пехотное формирование (mounted infantry), многие из которых были добровольцами из Южной Родезии. Их первым командиром был майор, позже подполковник Герберт Чарльз Онслоу Пламер, который ранее командовал корпусом конных стрелков (Corps of Mounted Riflemen) во Второй войне матабеле. Полк участвовал во второй англо-бурской войне и был расформирован в 1900 году, вскоре после освобождения Мафекинга.
Во время Первой мировой войны в октябре 1914 года был сформирован 1-й Родезийский полк, первоначально состоявший из 20 офицеров и 500 солдат. Он был отправлен на Кейптаун, где принял участие в кампании в Юго-Западной Африке под командованием генерала Луиса Боты, в то время как 2-й Родезийский полк был сформирован в ноябре и отправлен в Британскую Восточную Африку. 1-й полк был расформирован в июле 1915 года, и многие мужчины присоединились ко 2-му полку, в который также входили тридцать африканских скаутов.
Фредерик Селус (в честь которого были названы Скауты Селуса) присутствовал при Килиманджаро и других действиях в Танганьике и сообщал в письмах друзьям, что Родезийский полк очень хорошо проявил себя при Тавете, хотя, как и в случае с другими белыми полками Империи, малярия и дизентерия привели к очень большому числу жертв. Из-за этих потерь и отсутствия пополнений из родной страны, где 40 % взрослого белого мужского населения находилось на действительной службе, 2-й Родезийский полк вернулся домой в апреле 1917 года и был расформирован в октябре. Большинство добровольцев Южной Родезии сами были расформированы в 1920 году по соображениям дороговизны, последние роты были расформированы в 1926 году.
Закон об обороне 1927 года создал Постоянные силы (Permanent Force) (Родезийский штабной корпус (Rhodesian Staff Corps)) и территориальные силы, а также национальную обязательную военную подготовку. После расформирования добровольцев Южной Родезии в 1927 году Родезийский полк был преобразован в том же году в состав национальных территориальных сил. 1-й батальон был сформирован в Солсбери с отдельной ротой «В» в Умтали, а 2-й батальон в Булавайо с отдельной ротой «В» в Гвело. В 1929 году король Георг V одобрил передачу знамён 1-го и 2-го родезийских полков периода Первой мировой войны вместе с отличиями Великой войны Родезийскому полку. Знамя полка сейчас хранится в англиканском соборе в Солсбери.
Во время Второй мировой войны в 1939 году была введена воинская повинность. Члены полка были зачислены в британские (включая группу дальнего действия в пустыне и KRRC) и южноафриканские военные подразделения, поскольку опасались, что потеря живой силы в одном полку будет иметь катастрофические последствия для нации. Хотя отдельные солдаты отправились в разные полки, два батальона остались для службы на родине. Первоначально полк был мобилизован на Корейскую войну в 1951 году, но так и не попал на этот театр военных действий.
Территориальная служба в Родезии состояла из четырех месяцев действительной службы для обучения, за которыми следовали три года службы неполный рабочий день. С распространением территориальной службы на Северную Родезию в 1955 году был сформирован 3-й (северородезийский) батальон Королевского родезийского полка. Это формирование отличалось от смешанного расового состава в Северородезийском полку (Northern Rhodesia Regiment).
После образования Федерации Родезии и Ньясаленда в 1953—1963 годах все подразделения получили приставку «Родезия и Ньясаленд».
Национальная служба была введена в 1955 году, когда в казармах Ллевеллина близ Булавайо был создан учебное депо (depot). В связи с чрезвычайной ситуацией в Ньясаленде в июне 1959 года в Маникаленде был сформирован 4-й батальон (4RR). В марте 1960 года 5-й, 6-й и 7-й батальоны были сформированы в качестве резерва, а 8-й батальон был сформирован 13 февраля 1961 года. 9-й батальон был сформирован в 1961 году, а 10-й батальон был создан в 1964 году. Рота депо была сформирована 1 января 1964 года, чтобы отвечать только за обучение, но при необходимости предоставлять до двух дополнительных стрелковых рот.

## После 1965 года
После одностороннего провозглашения независимости (UDI) в 1965 году Королевский родезийский полк (Royal Rhodesia Regiment (RRR)), как он назывался с 1947 по 1970 год, состоял из ряда батальонов территориальной армии (1RR, 2RR, 4RR, 5RR, 6RR, 8RR, 9RR, 10RR) и 6 отдельных рот, а также учебное депо, который принимал и обучал большинство военнослужащих национальной армии Родезии с 1950-х годов. 3RR и 7RR были батальонами Северной Родезии (Замбия), которые вошли в состав вооружённых сил Замбии. После прохождения национальной службы они были направлены в территориальный батальон в городе или вблизи него, из которого они родом.
У полка были тренировочные залы в крупных городах Родезии, куда гражданские солдаты должны были явиться после сбора. Во время войны против повстанцев (COIN) батальоны полка отождествлялись со штабом бригады, как, например, 2RR, 6RR и 9RR с 1 бригадой в Булавайо, 1RR, 5RR, 8RR и 10RR со 2 бригадой в Солсбери и 4RR с 3-й бригадой в Умтали. Наряду с регулярными батальонами они составляли пехотное ядро бригады, к которому относились различные специализированные пехотные (например, Fireforce) и вспомогательные подразделения службы (например бронетанковые, связисты, инженеры) были прикреплены к главным штабам бригады, созданным в районах операций.
4-й батальон Родезийского полка (4RR) был расквартирован на аэродроме Grand Reef в Умтали и отвечал за сектор Трэшера (Thrasher), простиравшийся от города Иньянга до города Чипинге. В Гранд-Рифе 4RR занимал центр лагеря, в то время как его роты были размещены на временных оперативных базах, обычно на заброшенных фермах или в школах вдоль сектора, в долинах Хонде и Бурмы на границе с Мозамбиком. У 4RR, как и у некоторых других батальонов, было подразделение следопытов (tracking), расположенное лагерем на земле в главном штабе 4RR рядом со столовой и взлётно-посадочной полосой, многие члены «воробьёв» (Sparrows) были основателями школы следопытов Скаутов Селуса.
Когда где-либо в секторе происходил контакт или наблюдение, RR-трекеры сбрасывались по следу вертолётом Alouette и выполняли опасную работу по отслеживанию. Когда или если они загоняли врага на землю, то вызывались Fireforce, чтобы окружить и уничтожить его с помощью превосходящей численности, огневой мощи и поддержки с воздуха. «Воробьи», с другой стороны, обычно трое или четверо, вооружённые FN FAL и MAG, покрытые зелёным «соком джунглей», часто сбегали вниз, а затем сталкивались с вражескими силами, которые обычно превосходили их численностью и вооружением. Многие люди в штабе бригады знали, как они заняты ежедневными вызовами, и очень высоко ценили их. Одной из таких акций, получивших огласку, был контакт на холме № 31 15 ноября 1976 года.
Отдельные роты были тем местом, куда попадали призывники, если они не записывались добровольцами в более гламурные пехотные или специальные подразделения, следовательно, они, как правило, были более консервативными, многострадальными, упорными трудягами. Набор примерно 300 человек, подчиняющихся учебному депо RR, будет сокращен примерно до 30 из этих лиц, остальная часть набора «уйдет» в вспомогательные или специализированные подразделения в других частях армии в течение первых четырёх с половиной месяцев. 1-я и 4-я роты были размещены в водопадах Виктория или Ванки, 1-я рота переехала в Байтбридж в конце 1978 года, 2-я рота в Карибе, 3-я рота в Иньянге и 5-я рота и 6-я рота в Умтали. 1-я рота сформировала ядро 4-го Fireforce Родезии под названием Fireforce Delta. На короткое время подразделение французских добровольцев сформировало 7-ю роту, которые носили французскую трёхцветную подкладку на значке берета.
Батальоны Родезийского полка и их коллеги из национальной службы, отдельные роты, редко привлекали много внимания в средствах массовой информации, но охватывали большую часть территории, которая когда-либо была охвачена агрессивным пешим патрулированием родезийских сил. Они устроили засаду и попали в нее. Когда случались неприятности, чаще всего это был грузовик «Бэдфорд», полный солдат Родезийского полка, которые первыми оказывались на месте резни, контакта или нападения. Именно простые граждане признали их вклад: как бы то ни было, полк был укомплектован гражданами, и граждане знали его изнутри и снаружи. Полку была оказана честь тем, что ему была предоставлена свобода передвижения по городам и весям по всей стране в знак признания заслуг перед страной.
Эффективность полка ухудшилась за последние полтора года Гражданской войны, когда он был укомплектован быстро обученными негритянскими добровольцами и призывниками. В то же время опытные европейские военнослужащие, многие из которых были семьянинами, эмигрировали в Южную Африку по мере приближения конца, так что к декабрю 1979 года полк был едва узнаваем тем, чем он был когда-то, на протяжении всей своей долгой связи с колонией и республикой Родезия. Боевой дух был подорван, и полк, как это случилось со многими другими, исчез, когда в том месяце британцы мирно захватили исполнительную власть в стране Зимбабве-Родезия. С созданием Зимбабве Родезийский полк прекратил свое существование по определению.

## Эмблема и униформа
На полковой эмблеме, состоящей из тёмно-серого с чёрным мальтийского креста, боевые почести указаны в четырёх поперечных элементах следующим образом:
- Юго-Западная Африка, 1914—15 (вверху);
- Восточная Африка 1916—17, Бехо-Бехо (справа);
- Великая война, Килиманджаро, 1914—18 (слева)
- Вторая мировая война (внизу).

Лев и бивень Британской Южно-Африканской компании изображены над центром креста, а в середине креста — корона. Когда полк был королевским полком (1947—1970), королевская корона была изображена в верхней части креста, а лев и бивень — в центре.
Полковой значок имел матерчатую ромбовидную подкладку, разделённую пополам чёрным цветом с левой стороны и винтовочно-зелёным с правой стороны, при этом первые три батальона имели вертикальные красные полосы для номера батальона, один, два и три соответственно. 4-й (маникалендский) батальон (4 RR) носил бело-голубую накидку, цвета Умтали. В 1960 году ромбовидная вспышка была заменена на полностью красный бриллиант, похожий на KRRC.
Широкополую шляпу носили с момента формирования подразделения до конца 1960-х годов, когда она была заменена стрелково-зелёным беретом. Строевая форма цвета хаки, как и у большинства военнослужащих армии мирного времени, состояла из сильно накрахмаленной светло-зелёной строевой рубашки с короткими рукавами и таких же накрахмаленных шорт KD (короткие тренировочные брюки цвета хаки длиной до колен), шерстяных колготок и накидок цвета хаки, чёрных ботинок, чёрного ремня или полковой конюшенный ремень и стрелково-зелёный берет с полковым значком, подчёркнутым алой ромбовидной вспышкой. В военное время, примерно с 1970 года, повседневная униформа состояла из камуфляжной джинсовой ткани с ремнём и беретом. Цветами полка были красный, чёрный и стрелково-зелёный (rifle green) — на стабильном поясе чёрный сверху, зелёный снизу и тонкая красная полоса посередине.